# Georges Van Der Poele
Georges Van Der Poele va ser un genet belga que va competir a cavall del segle xix i el segle xx. El 1900 va prendre part en tres proves del programa d'hípica dels Jocs Olímpics de París. En el concurs de salts d'obstacles guanyà la medalla de plata amb el cavall Winsor Squire, en el de salt d'alçada guanyà la de bronze amb el cavall Ludlow i en la prova de tallar i caçar a cavall es desconeix la posició final.